# Эндотелиальная дистрофия роговицы
Эндотелиальная дистрофия роговицы (дистрофия Фукса) — дистрофия роговой оболочки глаза, при которой отмирают клетки её низшего слоя — заднего эпителия (эндотелия), обеспечивающие откачивание лишней жидкости из стромы. Заболевание встречается чуть чаще у женщин и обычно проявляет себя, когда пациент достигает возраста 30 или 40 лет.
Ранняя дистрофия Фукса (тип 1) ассоциирована с геном COL8A2, поздняя (тип 2) — с участком на 13-й хромосоме.